# Un tueur se promène
Pour plus de détails, voir Fiche technique et Distribution.
Un tueur se promène (Cop Hater) est un film américain réalisé par William Berke, sorti en 1958.

## Synopsis
Alors que sévit depuis plusieurs jours une forte canicule, les détectives et policiers du commissariat du 87e District, au centre d'une mégalopole américaine, tentent de mettre la main au collet d'un serial killer qui semble frapper ses victimes au hasard.

## Fiche technique
- Titre : Un tueur se promène
- Titre original : Cop Hater
- Réalisation : William Berke
- Scénario : Henry Kane, d'après le roman Du balai ! (Cop Hater) de Ed McBain
- Musique : Albert Glasser
- Directeur de la photographie : J. Burgi Contner
- Directeur artistique : Paul M. Heller
- Montage : Everett Sutherland
- Producteurs : William Berke et Lee Gordon
- Société de production et de distribution : United Artists
- Genre : Film policier
- Noir et blanc - 75 min
- Date de sortie ( États-Unis) : 1er octobre 1958

## Distribution
- Robert Loggia : Détective Steve Carelli[1]
- Gerald S. O'Loughlin : Détective Mike Maguire
- Ellen Parker : Teddy Franklin
- Shirley Ballard : Alice Maguire
- Russell Hardie :  Lieutenant-détective Byrnes
- Ralph Stantley : Détective Hal Wallis
- Ted Gunther : Détective Roger Haviland
- Lincoln Kilpatrick : Détective Dave Foster
- Hal Riddle : Mercer
- Bill Neff : Kling
- Alan Bergnan : Officier de police Reardon
- Gene Miller : Miller, reporter
- Vincent Gardenia : Danny Gimp
- John Gerstad : le technicien du laboratoire
- Glenn Cannon : Rip
- Jerry Orbach : Joe « Mumzer » Sanchez
- Johnny Seven : Willie Bronken
- Frank Dana : Hoodlum
- Miriam Goldina : Mama Lucy